# Neochoroúda
Neochoroúda är en ort i Grekland.   Den ligger i prefekturen Nomós Thessaloníkis och regionen Mellersta Makedonien, i den norra delen av landet, 300 km norr om huvudstaden Aten. Neochoroúda ligger 215 meter över havet och antalet invånare är 1 430.
Terrängen runt Neochoroúda är kuperad åt nordost, men åt sydväst är den platt. Runt Neochoroúda är det mycket tätbefolkat, med 10 000 invånare per kvadratkilometer. Närmaste större samhälle är Thessaloníki, 11,5 km söder om Neochoroúda. Runt Neochoroúda är det i huvudsak tätbebyggt.